# 稀惺かずと
稀惺かずと（日语：／，5月22日—），現寶塚歌劇團星組男役。出生於東京都港區，曾就讀於日本女子大學附属高等學校。身高169公分，暱稱。

## 簡介
- 高祖父是寶塚歌劇團創辦人小林一三，祖母是前寶塚歌劇團星組男役千波靜，父親是日本前職業網球選手松岡修造[2][3]。
- 2019年，進入寶塚歌劇團，105期生[3][4]。同期生有星空美咲(現任花組主演娘役)、山吹ひばり(現宙組娘役)、詩ちづる(現星組主演娘役)、音彩唯(現雪組娘役)[4]。初次登台表演是宙組公演「オーシャンズ11（瞞天過海)」[4][5]，之後被分到星組。
- 2023年，第一次擔任新人公演主角，劇目是『1789-バスティーユの恋人たち-(1789 ─巴士底獄的戀人們─)』[6]；2025年『阿修羅城の瞳(阿修羅城之瞳，改編劇團☆新感線製作，中島一基編劇同名舞台劇)』新人公演再次擔任主角[7]。

## 寶塚歌劇團時期

### 初舞台
- 2019年4-5月 寶塚大劇場 宙組公演「オーシャンズ11（瞞天過海)」[8]

### 星組時期
- 2019年7-10月 『GOD OF STARS(GOD OF STARS-食聖-)』新人公演 飾演:カメラマン(攝影師)(正式公演:遥斗勇帆)『Éclair Brillant（エクレール ブリアン）(絢麗的閃電)』[9]
- 2020年2-3月 寶塚大劇場『眩耀（げんよう）の谷〜舞い降りた新星〜(眩耀之谷～飛舞而降的新星～)』新人公演 飾演:プラト(普拉特)(正式公演:碧海さりお)『Ray-星の光線-(Ray -星之光束-)』[10]
- 2020年7-9月 東京寶塚劇場 『眩耀（げんよう）の谷〜舞い降りた新星〜(眩耀之谷～飛舞而降的新星～)』『Ray-星の光線-(Ray -星之光束-)』[10]
- 2020年11月 梅田藝術劇場 『エル・アルコン-鷹-(七海鷹豪)』『Ray-星の光線-(Ray -星之光束-)』[11]
- 2021年2-5月 『ロミオとジュリエット(羅密歐與茱麗葉)』[12]
- 2021年7月 梅田藝術劇場、東京藝術劇場 『婆娑羅（ばさら）の玄孫（やしゃご）(婆娑羅的玄孫)』飾演:真々(真真)[13][14]
- 2021年9-12月 『柳生忍法帖(柳生忍法帖，改編山田風太郎原作同名小說)』新人公演 飾演:多聞坊(正式公演:天飛華音)『モアー・ダンディズム!(More Dandyism!)』[15]
- 2022年2月 KAAT神奈川藝術劇場 『ザ・ジェントル・ライアー〜英国的、紳士と淑女のゲーム〜(溫柔的騙子-英國紳士與淑女的遊戲，改編奥斯卡·王尔德原作「理想丈夫」)』飾演:トミー・トラファド(湯米·特拉法多)[16]
- 2022年4-5月 寶塚大劇場『めぐり会いは再び next generation-真夜中の依頼人（ミッドナイト・ガールフレンド）-(再次相逢next generation－深夜中的委託人～，改編皮耶·德·馬里沃原作劇本「愛情與偶然狂想曲」)』飾演:カストル(卡斯托)『Gran Cantante（グラン カンタンテ）!!(偉大的歌手)』[17]
- 2022年6-7月 東京寶塚劇場 『めぐり会いは再び next generation-真夜中の依頼人（ミッドナイト・ガールフレンド）-(再次相逢next generation－深夜中的委託人～，改編皮耶·德·馬里沃原作劇本「愛情與偶然狂想曲」)』飾演:カストル(卡斯托) 新人公演 飾演:セシル(雷維爾)『Gran Cantante（グラン カンタンテ）!!(偉大的歌手)』[17]
- 2022年9月 『モンテ・クリスト伯(基度山恩仇記)』飾演:アルベール(阿爾貝)『Gran Cantante（グラン カンタンテ）!!(偉大的歌手)』[18]※全國巡迴公演
- 2022年11月-2023年2月 『ディミトリ〜曙光に散る、紫の花〜(徳米特里～在曙光下飄落的紫之花，改編並木陽原作「夕陽之國的魯速丹」)』新人公演 飾演:アヴァク・ザカリアン(阿瓦・扎卡利亞)(正式公演:暁千星)『JAGUAR BEAT-ジャガービート-(捷豹)』[19]
- 2023年4月 寶塚Bow Hall 『Stella Voice(星之聲)』[20]
- 2023年6-7月 寶塚大劇場 『1789-バスティーユの恋人たち-(1789 ─巴士底獄的戀人們─)』飾演:ロワゼル(盧瓦澤爾)[21]
- 2023年7-8月 東京寶塚劇場『1789-バスティーユの恋人たち-(1789 ─巴士底獄的戀人們─)』飾演:ロワゼル(盧瓦澤爾) 新人公演 飾演:ロナン・マズリエ(羅南·馬茲里耶)(正式公演:禮真琴)[21]＊第一次擔任新人公演主角
- 2023年10月 寶塚Bow Hall 『My Last Joke-虚構に生きる-(我最後的玩笑-活在虛擬的人生中)』飾演:ナサニエル・P・ウィリス(納撒尼爾·帕克·威利斯/Nathaniel Parker Willis)[22][23]
- 2024年1-2月 寶塚大劇場 『RRR×TAKA"R"AZUKA〜√Bheem〜（アールアールアール バイ タカラヅカ〜ルートビーム〜）(RRR by 寶塚 ～根號比姆～,翻拍印度電影「RRR」)』飾演:ラッチュ(拉楚)『VIOLETOPIA（ヴィオレトピア/紫羅蘭托邦）』[24]
- 2024年2-4月 東京寶塚劇場 『RRR×TAKA"R"AZUKA〜√Bheem〜（アールアールアール バイ タカラヅカ〜ルートビーム〜）(RRR by 寶塚 ～根號比姆～,翻拍印度電影「RRR」)』飾演:ラッチュ(拉楚) 新人公演 飾演:ジェイク(傑克)(正式公演:極美慎)『VIOLETOPIA（ヴィオレトピア/紫羅蘭托邦）』[24]
- 2024年6月3-8日 梅田藝術劇場、14-20日東京建物Brillia HALL 『夜明けの光芒(黎明的曙光，改編查尔斯·狄更斯原作小說「遠大前程」)』飾演:ハーバート・ポケット(赫伯特·帕特克/Herbert Pocket)[25]
- 2024年8-12月『記憶にございません！(失憶的總理大臣)』飾演:黒田篤彦 新人公演 飾演:柳友一郎(正式公演:美稀千種)『Tiara Azul －Destino－（ティアラ・アスール　ディスティノ）(藍色王冠-命運)』[26]
- 2025年1-2月 寶塚Bow Hall『にぎたつの海に月出づ(月出熟田津之海)』飾演:田村皇子[27]
- 2025年4-8月 『阿修羅城の瞳(阿修羅城之瞳，改編劇團☆新感線製作，中島一基編劇同名舞台劇)』飾演:安倍大黒（あべのだいこく）新人公演 飾演:病葉出門（わくらばいずも）(正式公演:禮真琴)『エスペラント！(世界語/希望語)』[28]＊擔任新人公演主角
- 2025年9-10月 寶塚Bow Hall、東京建物Brillia HALL『アレクサンダー－天上の王國－(亞歷山大大帝: 天上的王國，改編赤石路代原作同名漫畫)』飾演:ヘファイスティオン(赫费斯提翁)[29]

## 外部連結
- 寶塚官網稀惺かずと介紹頁面 （页面存档备份，存于）
- 東京都會電視台網站稀惺かずと簡介宝塚カフェブレイク登場人物稀惺かずと，存档于Archive.today（存檔日期 20250422）